# Agència de Salut Pública de Catalunya
L'Agència de Salut Pública de Catalunya (ASPCAT) és l'organisme responsable de la promoció i la protecció de la salut, la prevenció i la gestió de les alertes epidemiològiques i alimentàries a Catalunya, llevat de la ciutat de Barcelona, on les seves funcions són competència de l'Agència de Salut Pública de Barcelona. Està adscrita al Departament de Salut mitjançant la Secretaria de Salut Pública, i des del 21 de juliol de 2020 el seu director és Josep Maria Argimon i Pallàs. El 31 de maig del 2021 Carmen Cabezas i Peña rellevà Argimon al capdavant de la Secretaria.
L'Agència de Salut Pública de Catalunya aplega professionals de la medicina, veterinària, farmàcia, infermeria, biologia i psicologia, que presten serveis de forma regionalitzada, i compten amb una xarxa de laboratoris acreditats, en estreta col·laboració amb l'atenció primària i hospitalària.

## Història

### Primera època (2009-2014)
L'Agència de Salut Pública de Catalunya va ser creada per la Llei 18/2009 de salut pública com a empresa pública, una entitat de dret públic de la Generalitat que ajustava la seva activitat al dret privat i quedava adscrita al Departament competent en matèria de salut per actuar sota les directrius de l'òrgan d'aquest amb competències en salut pública. L'estructura organitzativa era regulada pel Decret 366/2011 pel qual s'aproven els Estatuts de l'ASPCAT.
L'octubre de 2013 va ser dissolta pel Decret Llei 5/2013, que va extingir diversos ens públics en nom de la simplificació i racionalització del sector públic, i les seves funcions i personal van retornar al Departament de Salut amb efectes a l'1 de gener de 2014, tot i que se'n conservà la marca. Aquesta normativa no va afectar l'Agència de Salut Pública de Barcelona, ens de natura consorciada creat el 2003 per la llei de la Carta Municipal de Barcelona.

### Recuperació (2019)
L'octubre de 2017 el Govern va decidir recuperar l'ASPCAT, però el projecte quedà estroncat per la suspensió de l'autogovern català arran de l'aplicació de l'article 155 de la Constitució espanyola. Finalment, el juliol de 2019 el Parlament de Catalunya va aprovar per unanimitat el projecte de llei que recuperava l'ASPCAT com a organisme autònom administratiu adscrit al Departament de Salut, amb personalitat jurídica pròpia i ajustat al dret públic.
El 2020 el seu paper va prendre especial rellevància com a organisme encarregat de la gestió de la pandèmia de COVID-19 a Catalunya.